# Estrella Morente

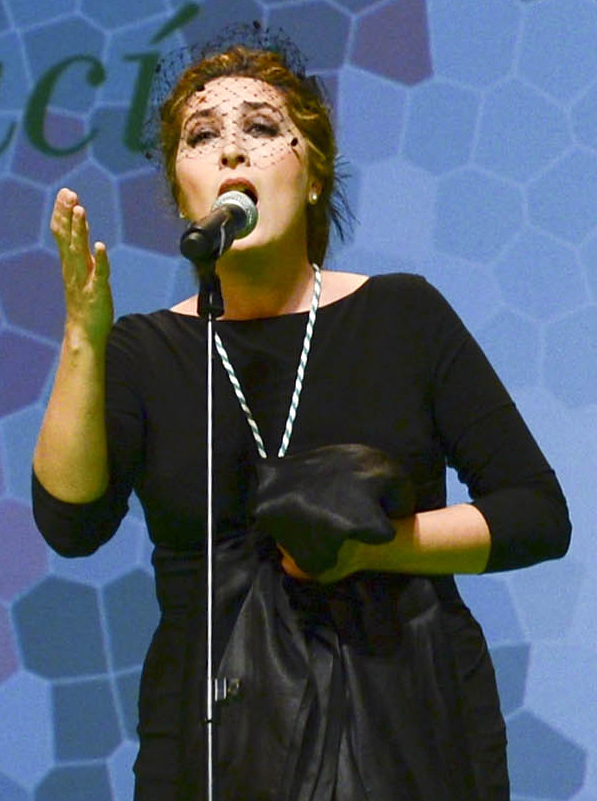
Estrella Morente

Estrella Morente, właśc. Estrella de Aurora Morente Carbonell (ur. 14 sierpnia 1980 w Las Gabias, Granada), hiszpańska śpiewaczka flamenco i córka hiszpańskiego śpiewaka flamenco Enrique Morente i tancerki Aurory Carbonell.
Jej siostra Soleá Morente i jej młodszy brat José Enrique Morente również są śpiewakami flamenco. Poza tym jest siostrzenicą Antonia Carbonella oraz gitarzysty i śpiewaka Pepe Carbonell "Montoyita".
14 grudnia 2001 wyszła za mąż za hiszpańskiego toreadora Javiera Conde, mają dwoje dzieci: Curro (ur. 2002) i Estrella (ur. 2005)

## Dyskografia
- Mi cante y un poema (2001)
- Calle del aire (2001)
- Mujeres (2006)
- Casacueva y escenario (2007) (DVD)
- Autorretrato (2012)
- Amar en paz (wraz z Niño Josele, gitara, 2014), wyraz miłości do muzyki brazylijskiej

## Filmografia
- 2006: Volver, jako Głos w piosenkach Raimundy (głos)
- 2005: Iberia
- 2001: Buñuel i stół króla Salomóna (Buñuel y la mesa del rey Salomón), jako śpiewaczka flamenco